# Doris Belack
Doris Belack (* 26. Februar 1926 in New York City; † 4. Oktober 2011 ebenda) war eine US-amerikanische Film- und Theaterschauspielerin.

## Leben und Karriere
Belack begann ihre Karriere am New Yorker Theater, wo sie bis ins hohe Alter aktiv blieb. Parallel folgten erste Auftritte in Fernsehproduktionen.
1955 war sie an den Aufnahmen zu Sidney Poitiers Spoken-Word-Platte Poetry of the Negro beteiligt.
Einem internationalen Publikum wurde sie 1982 durch ihre Rolle als Fernsehproduzentin Rita Marshall in Sydney Pollacks Filmkomödie Tootsie bekannt, in der sie an der Seite von Dustin Hoffman und Jessica Lange auftrat.
Von 1990 bis 2001 übernahm sie in 10 Folgen der Fernsehserie Law & Order die Rolle der Richterin Margaret Barry. Die gleiche Rolle verkörperte sie von 2000 bis 2001 in drei Folgen des Ablegers Law & Order: New York. Auch in anderen Fernsehserien wie Lifestories: Families in Crisis, Picket Fences – Tatort Gartenzaun, Cosby oder New York Undercover wurde sie als Richterin besetzt.
Belack war von 1946 bis zu dessen Tod am 31. Mai 2011 mit dem Theaterproduzenten Philip Rose verheiratet. Die Ehe blieb kinderlos.

## Filmografie (Auswahl)
- 1947: The Borden Show (Fernsehserie, 1 Episode)
- 1951: Treasury Men in Action (Fernsehserie, 1 Episode)
- 1963: East Side/West Side (Fernsehserie, 1 Episode)
- 1964, 1965: The Patty Duke Show (Fernsehserie, 2 Episoden)
- 1965: For the People (Fernsehserie, 1 Episode)
- 1968–1976: Liebe, Lüge, Leidenschaft (One Life to Live, Fernsehserie, 5 Episoden)
- 1975: Barney Miller (Fernsehserie, 1 Episode)
- 1977: Kopf hoch (Looking Up)
- 1978: The Last Tenant (Fernsehfilm)
- 1980: Eine amerikanische Familie (Family, Fernsehserie, 1 Episode)
- 1980: Nieten unter sich (The Black Marble)
- 1980: When the Whistle Blows (Fernsehserie, 1 Episode)
- 1980: The Jilting of Granny Weatherall (Fernsehfilm)
- 1981: We're Fighting Back (Fernsehfilm)
- 1982: Der Geisterflieger (Hanky Panky)
- 1982: Baker's Dozen (Fernsehserie, 6 Episoden)
- 1982: Tootsie
- 1983: Satan in Weiß (The Cradle Will Fall, Fernsehfilm)
- 1984: Familienbande (Family Ties, Fernsehserie, 1 Episode)
- 1984: Die Bill Cosby Show (The Cosby Show, Fernsehserie, 1 Episode)
- 1984, 1985: Remington Steele (Fernsehserie, 2 Episoden)
- 1985: Cagney & Lacey (Fernsehserie, 1 Episode)
- 1985: The Hearst and Davies Affair (Fernsehfilm)
- 1985: Fast Forward – Sie kannten nur ein Ziel (Fast Forward)
- 1985: Off the Rack (Fernsehserie, 1 Episode)
- 1985: Agentin mit Herz (Scarecrow and Mrs. King, Fernsehserie, 1 Episode)
- 1985: Hometown (Fernsehserie, 1 Episode)
- 1985: Golden Girls (The Golden Girls, Fernsehserie, 1 Episode)
- 1986: Mr. Belvedere (Fernsehserie, 1 Episode)
- 1986: Mary (Fernsehserie, 1 Episode)
- 1987: Der Equalizer (The Equalizer, Fernsehserie, 1 Episode)
- 1987: Das Wunder in der 8. Straße (*batteries not included)
- 1987: Almost Partners (Fernsehfilm)
- 1988: Hostage (Fernsehfilm)
- 1988: Splash, Too (Fernsehfilm)
- 1988: Baby Boom (Fernsehserie, 1 Episode)
- 1989: Ein Scheusal von Millionär (The Luckiest Man in the World)
- 1989: Anything But Love (Fernsehserie, 1 Episode)
- 1989: Die Teufelin (She-Devil)
- 1990: Der Unglücksritter (Opportunity Knocks)
- 1990–2001: Law & Order (Fernsehserie, 10 Episoden)
- 1991: Zwischen Leben und Tod (Absolute Strangers, Fernsehfilm)
- 1991: Was ist mit Bob? (What About Bob?)
- 1992: Mathnet (Fernsehserie, 1 Episode)
- 1992: Frau Doktor kommt (Laurie Hill, Fernsehserie, 10 Episoden)
- 1993: Lifestories: Families in Crisis (Fernsehserie, 1 Episode)
- 1993: Family Album (Fernsehserie, 6 Episoden)
- 1991–1993: Doug (Fernsehserie, 18 Episoden, Stimme)
- 1991, 1995: Ein Strauß Töchter (Fernsehserie, 2 Episoden)
- 1994: Die nackte Kanone 33⅓ (Naked Gun 33⅓: The Final Insult)
- 1994: Picket Fences – Tatort Gartenzaun (Picket Fences, Fernsehserie, 1 Episode)
- 1995: Chicago Hope – Endstation Hoffnung (Chicago Hope, Fernsehserie, 1 Episode)
- 1995: Ellen (Fernsehserie, 1 Episode)
- 1996: Public Morals – Die Rotlicht-Cops (Public Morals, Fernsehserie, 2 Episoden)
- 1997: Prince Street (Fernsehserie, 1 Episode)
- 1997: What's Your Sign?
- 1998: Dellaventura (Fernsehserie, 1 Episode)
- 1998: Jagabongo – Eine schrecklich nette Urwaldfamilie (Krippendorf's Tribe)
- 1998: Immer noch ein seltsames Paar (The Odd Couple II)
- 1998: Ein Hauch von Himmel (Touched By An Angel, Fernsehserie, 1 Episode)
- 1998: Cosby (Fernsehserie, 1 Episode)
- 1999: New York Undercover (Fernsehserie, 1 Episode)
- 1999: Doug – Der 1. Film (Doug's 1st Movie, Stimme)
- 1999: Der nigelnagelneue Doug (Brand Spanking New! Doug, Fernsehserie, 1 Episode, Stimme)
- 2000: Fail Safe – Befehl ohne Ausweg (Fail Safe, Fernsehfilm)
- 2000: Future Man (Fernsehserie, 1 Episode)
- 2000: Madigan Men (Fernsehserie, 1 Episode)
- 2000–2001: Law & Order: New York (Fernsehserie, 3 Episoden)
- 2002: Everwood (Fernsehserie, 2 Episoden)
- 2003: Sex and the City (Fernsehserie, 1 Episode)
- 2005: Couchgeflüster – Die erste therapeutische Liebeskomödie (Prime)
- 2006: Delirious

## Theater (Auswahl)
- 1960: Semi-Detached (Martin Beck Theatre, New York City)
- 1962: P.S. 193 (Writers Stage Theatre, New York City)
- 1963: The Heroine (Lyceum Theatre, New York City)
- 1966: Nathan Weinstein, Mystic, Connecticut (Brooks Atkinson Theatre, New York City)
- 1967: The Ninety Day Mistress (Biltmore Theatre, New York City)
- 1969–1971: Last of the Red Hot Lovers (Eugene O’Neill Theatre, New York City)
- 1974: Bad Habits (Booth Theatre, New York City)
- 1977: The Trip Back Down (Longacre Theatre, New York City)
- 1978: Cheaters (Biltmore Theatre, New York City)
- 1979: Letters Home (American Place Theatre, New York City)
- 1986–1987: Social Security (Ethel Barrymore Theatre, New York City)
- 1988: Emerald City (Perry Street Theatre, New York City)
- 1990: The Cemetery Club (Brooks Atkinson Theatre, New York City)
- 2002: Surviving Grace (Union Square Theatre, New York City)
- 2006: The Right Kind of People (59E59 Theaters / Theater A, New York City)